# Wojtowe (Browary)
Wojtowe (ukrainisch Войтове; russisch Войтово Woitowo) ist ein Dorf im Osten der ukrainischen Oblast Kiew mit 780 Einwohnern (2016).

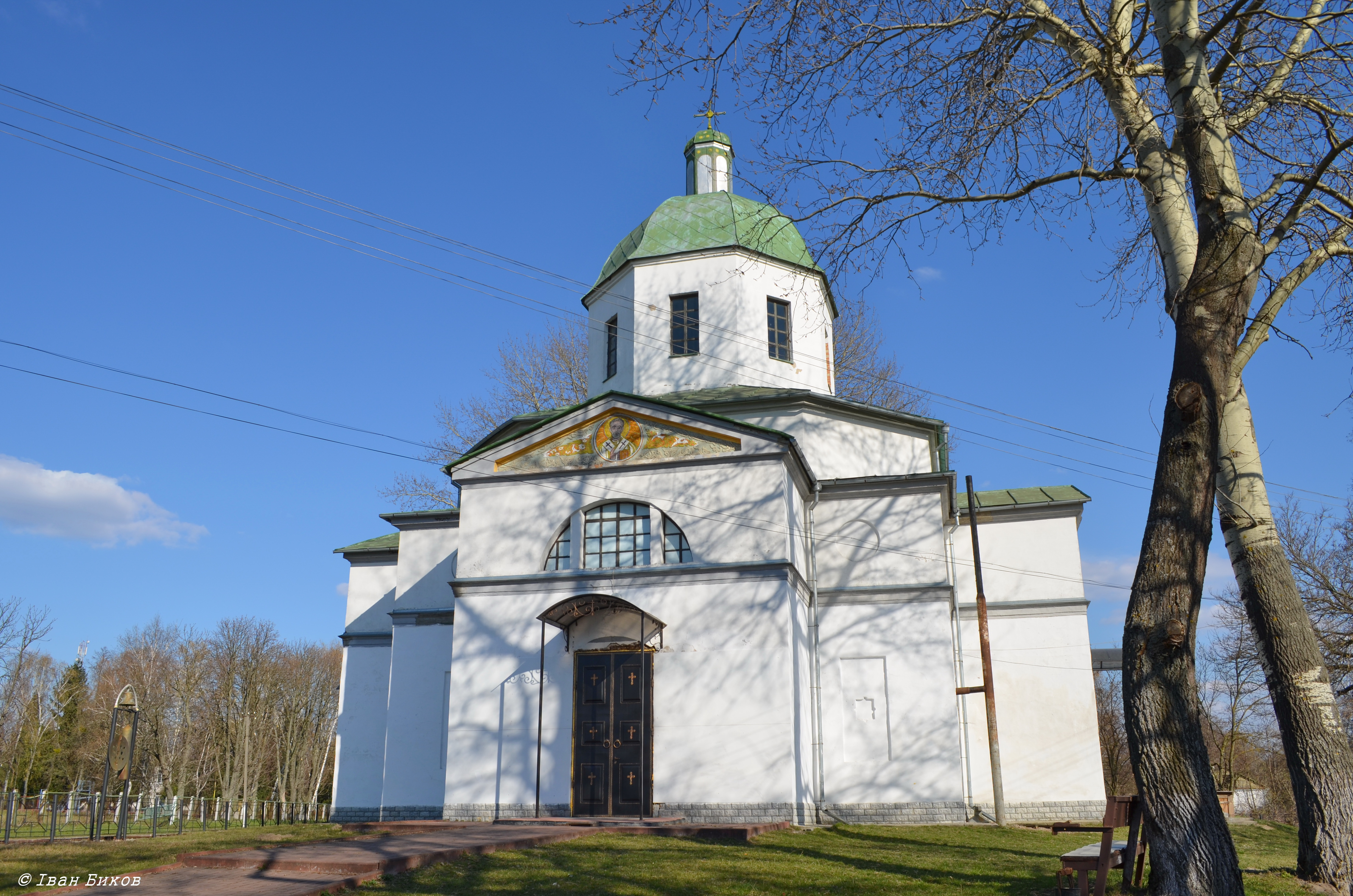
St.-Nikolaus-Kirche von 1790

## Geschichte
Das erstmals 1640 schriftlich erwähnte Dorf hatte im Jahr 1787 849, 1896 1564 und 2001 1049 Einwohner. Bis 1927 hieß die Ortschaft Wojtowe und wurde dann zu Ehren des bolschewistischen Revolutionärs und sowjetischen Botschafters Pjotr Lasarewitsch Woikow (Пётр Лазаревич Войков; 1888–1927) in Woikowe umbenannt. Im Zuge der Dekommunisierung in der Ukraine erhielt die Ortschaft 2016 ihren alten Namen zurück. Bei dem Dorf fand man Siedlungsreste aus der Cucuteni-Tripolje-Kultur vom 2. Jahrtausend vor Christus. Mit der 1790 im klassizistischen Stil erbauten und um 1832 im Empire-Stil umgebauten orthodoxen St.-Nikolaus-Kirche besitzt das Dorf ein architektonisches Baudenkmal.

## Geographische Lage
Die Ortschaft liegt auf einer Höhe von 126 m am Ufer der Nedra (Недра), einem 61 km langen, linken Nebenfluss des Trubisch, etwa 20 km westlich vom ehemaligen Rajonzentrum Shuriwka und 84 km östlich der Landeshauptstadt Kiew.
Durch das Dorf verläuft die Territorialstraße T–10–24.
Am 12. Juni 2020 wurde das Dorf ein Teil der neugegründeten Siedlungsgemeinde Shuriwka, bis dahin bildete es zusammen mit dem Dorf Sofijiwka (Софіївка) die gleichnamige Landratsgemeinde Wojtowe (Войтівська сільська рада/Wojtiwska silska rada) im Westen des Rajons Shuriwka.
Am 17. Juli 2020 kam es im Zuge einer großen Rajonsreform zum Anschluss des Rajonsgebietes an den Rajon Browary.